# Tập đoàn IHI
Tập đoàn IHI (株式会社IHI Kabushiki-gaisha IHI), trước đây gọi là Công ty trách nhiệm hữu hạn công nghiệp nặng Ishikawajima-Harima (石川島播磨重工業株式会社 Ishikawajima Harima Jūkōgyō Kabushiki-gaisha) (石 川島 播 磨 重工業 株式会社  Ishikawajima Harima Jūkōgyō Kabushiki-gaisha), là một công ty Nhật Bản chuyên sản xuất tàu, động cơ máy bay, bộ tăng áp cho ô tô, máy công nghiệp, nồi hơi trạm điện và các cơ sở khác, cầu treo và máy móc liên quan đến vận tải khác.
Động cơ tăng áp IHI, thường được sử dụng trong ô tô chở khách, được sản xuất bởi Ishikawajima-Harima. Boeing và General Electric Aviation đã ký hợp đồng phụ tùng một số mẫu máy bay phản lực cho IHI. Nó được liệt kê trong Sàn giao dịch chứng khoán Tokyo phần 1.

## Lịch sử
- 1853 - thành lập xưởng đóng tàu Ishikawajima
- 1889 - thành lập Công ty đóng tàu Ishikawajima với tư cách là Công ty TNHH Kỹ thuật và Đóng tàu Ishikawajima
- 1907 - thành lập Công ty TNHH Cảng Harima
- 1929 - tách bộ phận ô tô của Harima với tư cách là Xưởng ô tô Ishikawajima (sau này là Isuzu thông qua một loạt các vụ sáp nhập)
- 1960 - thành lập Công ty TNHH Công nghiệp nặng Ishikawajima-Harima thông qua việc sáp nhập Ishikawajima và Harima
- IHI và Sumitomo Công nghiệp nặng sáp nhập một doanh nghiệp đóng tàu chiến vào năm 1995 và thành lập Marine United Ltd. Công ty cảng Uraga là công ty gốc của bộ phận đóng tàu của Sumitomo, được thành lợp bởi Enomoto Takeaki. Tuy nhiên, Sumitomo Công nghiệp nặng đã chuyển Uraga sang Yokosuka vào năm 2003. IHI chuyển một bộ phận đóng tàu sang Marine United vào năm 2002 và đổi tên thành IHI Marine United Ltd. IHI Marine United trở thành công ty con của IHI năm 2006.
- 2000 - đã mua Bộ phận hàng không vũ trụ và quốc phòng của Nissan Motor, và thành lập Công ty TNHH hàng không vũ trụ IHI
- 2007 - đổi tên thành tập đoàn IHI
- 2013 - Thành lập Tập đoàn Japan Marine United, sáp nhập đơn vị đóng tàu, Marine United Inc., với Universal Shipbuilding Corp của JFE Holdings sau khi thảo luận bắt đầu vào tháng 4 năm 2008 [2]

## Các doanh nghiệp

### Năng lượng và Tài nguyên
Bao gồm rất nhiều sản phẩm kinh doanh, cơ sở và dịch vụ được phân phối dưới biểu ngữ Năng lượng và Tài nguyên trong Tập đoàn IHI.
- Hệ thống năng lượng [3]
- Nhà máy chế biến [4]
- Lưu trữ năng lượng [5]
- Công ty điện Westinghouse - 3% cổ phần

### Tua bin ga[6]
- LM 2500
- LM6000

### Động cơ máy bay
- Ishikawajima Ne-20
- Ishikawajima-Harima J3
- Ishikawajima-Harima F3
- Ishikawajima-Harima XF5
- Ishikawajima-Harima XF9
- IHI F7, F7-10
- GE90, GEnx
- T-700, F110
- Trent, CF34, PW1100G
- IAE V2500 (Đối tác trong IAE / Tập đoàn Động cơ Hàng không Nhật Bản)

### Sản phẩm vũ trụ
- Tên lửa âm thanh loại S (S-210, S-310, S-520, SS-520)
- Tên lửa MV
- Tên lửa GX (Đối tác trong Galaxy Express Corporation)
- Tên lửa Epsilon
- SRB-A tên lửa đẩy mạnh cho Phương tiện phóng H-IIA / H-IIB
- Động cơ apogee nhiên liệu lỏng BT-4 (được sử dụng trong Atlas V và Antares)

### Đóng tàu

#### Nhà máy đóng tàu IHI Marine United Tokyo
Tàu được đóng tại Tokyo:
- Murasame (DD-101), tàu khu trục lớp Murasame
- Samidare (DD-106), lớp Murasame
- Akebono (DD-108), lớp Murasame
- Hiei (DDH-142), tàu khu trục lớp Haruna
- Tokiwa (AOE-423), tàu tiếp tế lớp Towada
- Asagiri (DD-151), tàu khu trục lớp Asagiri
- Amagiri (DD-154), lớp Asagiri
- Umigiri (DD-158), lớp Asagiri
- Sawayuki (DD-125), tàu khu trục lớp Hatsuyuki
- Isoyuki (DD-127), lớp Hatsuyuki
- Matsuyuki (DD-130), lớp Hatsuyuki
- Shirane   (DDH-143), tàu khu trục lớp Shirane
- Kurama   (DDH-144), lớp Shirane
- Chōkai (DDG-176), tàu khu trục lớp Kongō

#### Nhà máy đóng tàu IHI Marine United Yokohama
Tàu được đóng tại Yokohama:
- Makinami (DD-112), tàu khu trục lớp Takanami
- Suzunami (DD-114), lớp Takanami
- Hyūga (DDH-181), khu trục hạm trực thăng lớp Hyūga
- Ise (DDH-182), lớp Hyūga
- Izumo (DDH-183), khu trục hạm trực thăng lớp Izumo
- Kaga (DDH-184), lớp Izumo

#### Nhà máy đóng tàu IHI Marine United Uraga
Tàu được đóng tại Uraga:
- Takanami (DD-110), tàu khu trục lớp Takanami
- Yūdachi (DD-103), tàu khu trục lớp Murasame
- Tenryū (ATS-4203), tàu hỗ trợ huấn luyện
- Asuka (ASE-6102), một tàu thử nghiệm

#### Xưởng đóng tàu IHI Amtec
Tàu được đóng tại Aioi:
- SSTH Ocean Arrow, một con tàu dân sự